# Charles-Richard Lambert
Charles-Richard Lambert (New York, 1800 – Port-au-Prince, 25 marzo 1862) è stato un musicista, direttore d'orchestra e docente statunitense. Lui e la sua famiglia erano famosi per il talento nella musica e ottennero consensi internazionali.

## Biografia
Lambert nacque a New York, ma si stabilì a New Orleans. Sposò una donna creola libera di colore e il suo primo figlio fu Charles Lucien Lambert, nato nel 1828. Dopo la morte della sua prima moglie, sposò Coralie Suzanne Orzy, anch'essa donna di colore libera. Ebbero un figlio, Sidney Lambert, nato nel 1838. Entrambi i figli hanno studiato musica con il padre e in seguito sono diventati noti musicisti e compositori. Anche il nipote di Lambert Lucien-Léon Guillaume Lambert, nato nel 1858, era un noto musicista e compositore.
Lambert lavorò come insegnante di musica e fu direttore della Philharmonic Society, la prima orchestra non teatrale di New Orleans. Lambert morì a Port-au-Prince, ad Haiti, mentre si esibiva con suo figlio Sidney. Tra i suoi studenti degni di nota c'è Edmond Dédé.